# Filip av Parma
Filip av Spanien, född 1720, död 1765, hertig av Parma, infant av Spanien. Son till Filip V av Spanien och Elisabet Farnese. Han fick tack vare sin moders ihärdiga ansträngningar genom freden i Aachen 1748 det gamla farnesiska hertigdömet Parma och Piacenza samt Guastalla, som 1731-1735 innehafts av hans äldre bror don Carlos (sedermera Karl III av Spanien), men därefter av Österrike. 

## Biografi
Starkt påverkad av upplysningsfilosofin sökte han med hjälp av sin minister, fransmannen Dutillot, regera i den upplysta despotismens anda. Han genomförde en del nyttiga reformer, gynnade personligen vetenskap och konst, understödde handel och jordbruk, inskränkte efter förmåga kyrkans makt och fördrev jesuiterna, varför han bannlystes av påven. Filip var stamfar för den parmesanska linjen av släkten Bourbon.
Gift med Marie-Louise-Elizabeth av Frankrike (1727-1759) , 25 oktober 1739.

## Barn
- Isabella Maria av Parma (1741– 1763), gift med kejsar Josef II
- Ferdinand av Parma (1751–1802), näste hertig av Parma
- Maria Luisa av Parma (1751–1819), gift med kung Karl IV av Spanien